# Boyhood (Film)
Boyhood (deutsch Kindheit) ist ein US-amerikanisches Filmdrama von Regisseur Richard Linklater mit Ellar Coltrane, Patricia Arquette und Ethan Hawke in den Hauptrollen. Der Film wurde über einen Zeitraum von zwölf Jahren gedreht, wobei die ersten Aufnahmen im Sommer 2002 stattfanden, im Oktober 2013 schloss Linklater das Projekt ab. Die Besonderheit an diesem Film ist, dass die Schauspieler im Verlauf des sehr langen Filmprojekts wirklich wachsen und altern, so dass die Erwachsenwerden-Geschichte wirklichkeitsgetreu immer mit derselben Besetzung inszeniert werden konnte. Insofern ist Boyhood eine fiktive filmische Langzeitstudie. Dazu kommt, dass die vier wichtigsten Schauspieler innerhalb eines weiten, von Linklater vorgegebenen Rahmens selbst Dialoge geschrieben und dabei ihre persönlichen Erfahrungen eingebracht haben. Boyhood ist insofern auch ein experimentelles filmisches Werk, als die Entwicklungen besonders der jungen Schauspieler nicht vorhersagbar waren und Linklater den Rahmen für das Drehbuch nur jahrweise schreiben konnte.
Der Film feierte seine Premiere beim Sundance Film Festival 2014. In Deutschland lief er erstmals im Wettbewerb der Internationalen Filmfestspiele Berlin 2014, bei dem Richard Linklater für seinen Film mit dem Silbernen Bären für die beste Regie ausgezeichnet wurde. Der Film war ab dem 5. Juni 2014 in deutschen Kinos zu sehen.

## Handlung
Der Film zeigt zwölf Jahre im Leben des jungen Mason, von seinen schulischen Anfängen im Alter von sechs Jahren bis zu seinem Eintritt ins College.
Im Jahr 2002 leben der sechsjährige Mason Evans und seine ältere Schwester Samantha mit ihrer alleinerziehenden Mutter Olivia in einem Ort in Texas zusammen. Olivia will studieren und dafür nach Houston ziehen, weil sie mit ihrem derzeitigen Job zu wenig Geld für die Familie verdient. Trotz Einwänden der Kinder zieht die Familie kurz darauf nach Houston um, wo auch die Großmutter der Kinder, Olivias Mutter, wohnt und ihre Enkel mit betreuen kann.
Olivia nimmt 2003 an der University of Houston ein Studium in Psychologie auf. Eines Tages holt der Vater und Exfreund von Olivia die Kinder bei der Großmutter ab, um mit ihnen bowlen zu gehen. Er bringt sie danach entgegen der Absprache direkt zum Wohnhaus der Familie. Die Kinder zeigen ihm ihre Zimmer. Als Olivia nach Hause kommt, ist sie deshalb sauer und streitet sich mit ihm. Die Kinder beobachten den Streit vom Fenster aus, wobei ihre Hoffnung schwindet, dass ihr Vater über Nacht bleibt.
Olivia nimmt Mason 2004 mit in die Psychologie-Vorlesung über den Pawlowschen Reflex und stellt ihn anschließend ihrem Professor Bill Welbrock vor. Bill und Olivia heiraten und die beiden Familien ziehen zusammen. Bill bringt seine zwei Kinder Mindy und Randy aus seiner vorherigen Beziehung mit, welche im gleichen Alter wie Mason und Samantha sind. Bill erscheint zunächst als fürsorglicher Familienvater, doch zeigt er sich bald als strenger Patriarch mit einem Alkoholproblem. Nachdem er betrunken gewalttätig geworden ist, flieht Olivia aus dem gemeinsamen Haus, holt später ihre Kinder und lässt den gesamten Besitz zurück. Die Familie wohnt vorerst bei ihrer alleinerziehenden Freundin Carol. Olivia lässt sich von Bill scheiden und meldet die Geschehnisse dem Jugendamt.
Während eines Treffens des Vaters Mason Evans Sr. mit seinen Kindern Samantha und Mason kommt zur Sprache, dass die mittlerweile 13-jährige Samantha einen Freund hat. Der Vater gibt ihr daraufhin Ratschläge zum Thema Verhütung. Samantha soll aus seinen und Olivias Fehlern lernen und nicht zu früh Kinder bekommen. Ihr ist dieses Gespräch sichtlich peinlich. Danach geht der Vater allein mit Mason im Pedernales Falls State Park campieren. Samantha zieht es vor, nicht mitzukommen, um stattdessen die Party einer Freundin zu besuchen. Vater und Sohn öffnen sich dabei in längeren Gesprächen füreinander, ihr Vertrauensverhältnis vertieft sich.
Olivia schließt ihr Studium der Psychologie mit sehr guten Noten ab, ihr Exfreund macht seinen Abschluss in Versicherungswirtschaft. Als Olivia eine Stelle als Dozentin für Psychologie in San Marcos an der Texas State University bekommt, zieht die Familie erneut um. In ihrem neuen Zuhause gibt Olivia eine Antrittsparty für ihre Studierenden. Dabei lernt sie Jim, einen ihrer Studenten und ehemaligen Soldaten im Irakkrieg, näher kennen und heiratet ihn kurz darauf. Mason findet in seiner neuen Schule Freunde und stößt langsam auf das Interesse von Mädchen.

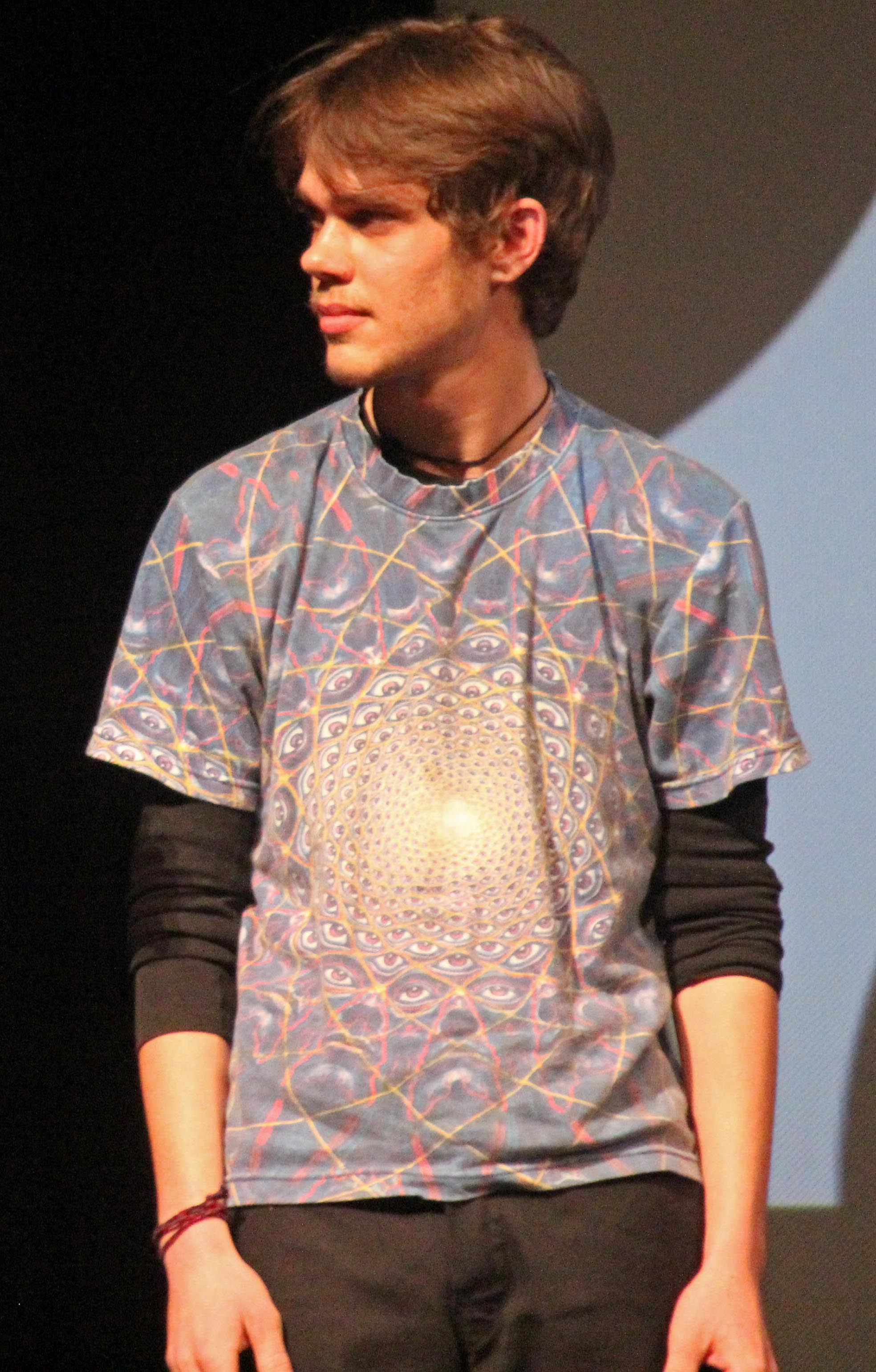
Ellar Coltrane (2013)

Zu Masons 15. Geburtstag kommt der Vater mit seiner neuen Frau Annie und ihrem gemeinsamen Baby zu Besuch. Mason und Samantha fahren mit zu den Eltern von Annie auf das texanische Land. Der Vater schenkt Mason eine selbst zusammengestellte Post-Beatles-Mix-CD, die er als Black Album bezeichnet, und einen Anzug. Annies Mutter schenkt Mason eine red letter bible, Annies Vater überreicht ihm ein Schrotgewehr. Samantha und Mason lernen schießen und am nächsten Tag gehen alle zusammen in die Kirche.
Mason besucht eine Party und lernt dort Sheena kennen. Mit ihr als aufmerksamer Zuhörerin führt er lange philosophische Monologe. Später wird sie seine Freundin. Als Mason einmal erst nach Mitternacht nach Hause kommt, entsteht ein Streit mit Jim. Kurz darauf trennt sich Olivia von Jim.
Mason und Sheena schauen sich die Universität von Texas in Austin an. Sheena will dort studieren. Samantha studiert dort bereits und teilt sich im Studentenwohnheim ein Zimmer mit einer Mitbewohnerin. Samantha übernachtet bei ihrem Freund und überlässt Mason und Sheena ihr Bett für die Nacht. Nach dem Besuch in einem Musikclub und einem Restaurant schauen Mason und Sheena später vom Dach gedankenverloren über die morgendliche Stadt. Die beiden verschlafen und werden von der nach Hause kommenden Mitbewohnerin geweckt.

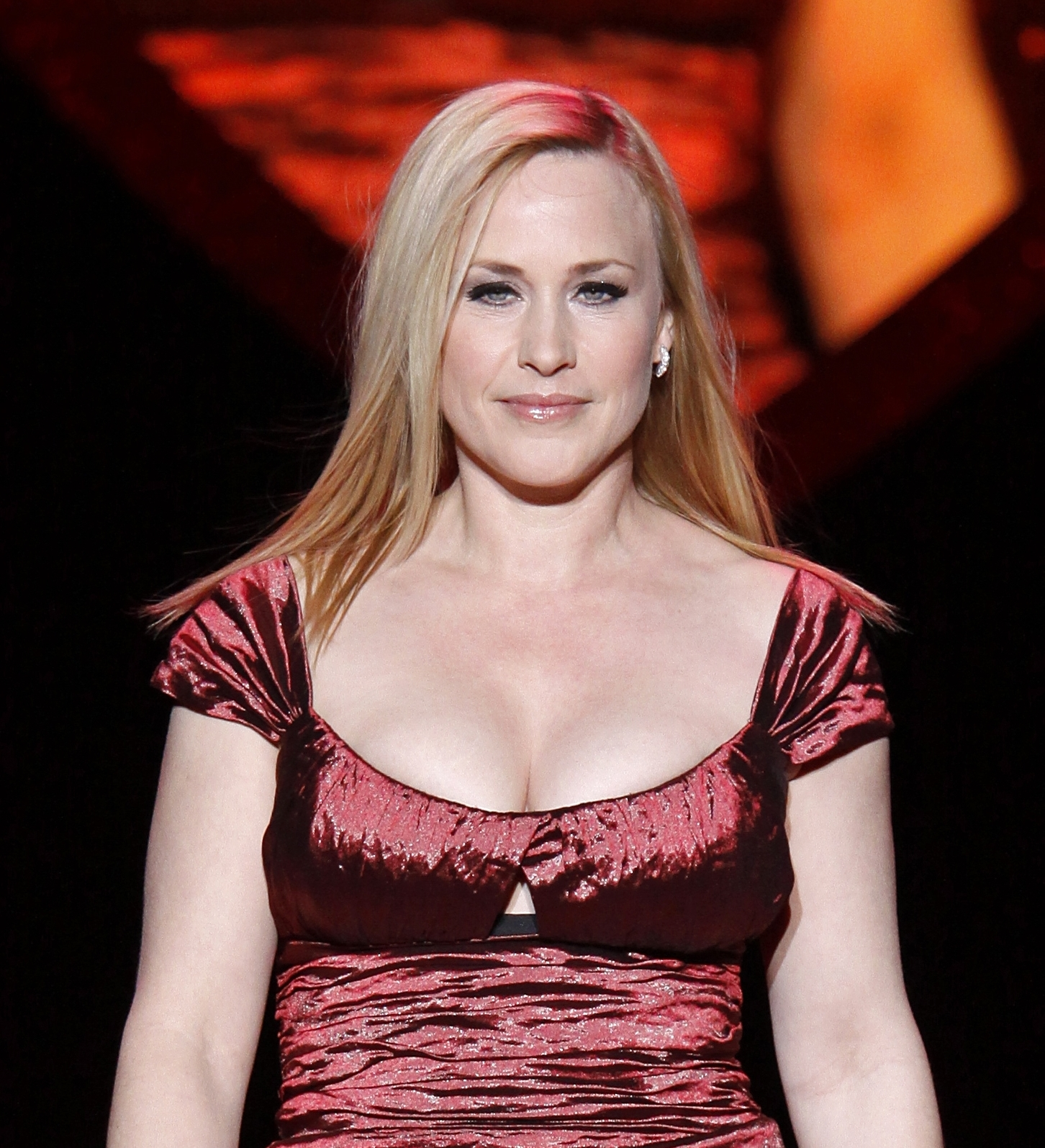
Patricia Arquette (2009)

Während ihres letzten Schuljahrs an der Highschool trennen sich Sheena und Mason, weil sich Sheena im entfernten Austin mit einem College-Studenten und Lacrossespieler eingelassen hat. Masons Interesse und Talent für Fotografie entwickeln sich weiter, und er gewinnt eine Silbermedaille und ein Stipendium im Landesfotografiewettbewerb. Seine Familie organisiert ihm eine Schulabschlussparty. Vater Mason Sr. gibt seinem Sohn Ratschläge in Bezug auf die Überwindung von Trennungen. Mason geht zum Studium an die Sul Ross State University. Olivia verkauft das Haus, in dem die Familie in den letzten Jahren gewohnt hat, weil mit Mason das letzte Kind auszieht. Alle müssen ihre Sachen durchsortieren und auf das Wesentliche reduzieren, weil Olivia in eine kleine Wohnung zieht und dort den Besitz ihrer Kinder nicht aufbewahren will. Als Mason seine Sachen packt, weint Olivia. Sie meint, sie hätte immer gedacht, dass da noch mehr im Leben wäre, doch nun habe sie alle wichtigen Etappen ihres Lebens bereits hinter sich, der nächste Schritt sei dann ihre Beerdigung. Mason relativiert ihre Sichtweise und meint, sie hätte mit dieser Einschätzung mehrere Jahre ausgelassen.
Mason fährt mit seinen Umzugskartons zur Universität und zieht in ein Zimmer im Studentenwohnheim. Dort trifft er seinen Mitbewohner Dalton, den ihm die Universität über einen Fragebogen zugeordnet hat. Die beiden gehen zusammen mit Daltons Freundin und deren Mitbewohnerin Nicole im Big-Bend-Nationalpark wandern. Daltons Freundin gibt Mason zuvor einen Haschkeks. Im Nationalpark angekommen, machen sie es sich zum Sonnenuntergang auf einem Felsen bequem. Nicole sagt zu Mason, man ergreife nicht selbst den Moment, sondern der Moment ergreife einen. Mason antwortet, dass der Moment konstant sei. Man sei immer im Jetzt.

## Produktion
Linklater plante zunächst nur einen Film über die Kindheit, wollte sich dabei aber nicht auf eine Phase beschränken. Daraus entstand die Idee, einen Film über die gesamte Kindheit eines Menschen umzusetzen. Dann wollte er die Geschichte einer Eltern-Kind-Beziehung von der ersten bis zur zwölften Klasse darstellen. Problematisch dabei war, dass Kinder sich im Verlauf ihrer Entwicklung schnell und stark verändern, sodass das im Lauf eines üblichen Filmdrehs nur sehr schwierig umzusetzen gewesen wäre. Die Lösung war, den Dreh über 11 Jahre zu strecken und die Schauspieler beizubehalten. Damit ließ sich Linklater auch auf die Entwicklungen der Schauspieler ein und sagt bezogen auf den Hauptdarsteller Ellar Coltrane:

“And I am totally ready to adapt the story to whatever he is going through.”

„Und ich bin absolut bereit, das Drehbuch an das anzupassen, was er gerade durchmacht.“

Im Mai 2002 gab Linklater bekannt, dass er ab dem Sommer einen Film in seiner Heimatstadt Houston drehen würde.
Im Jahr 2002 stellte Linklater die Crew zusammen, mit der er zwölf Jahre für einige wenige Wochen im Jahr zusammenarbeitete. Zunächst überzeugte Linklater seinen langjährigen Stammschauspieler Ethan Hawke von dem Projekt. Kurz darauf wurde Patricia Arquette als Mutter gecastet. Die Rolle des Mason besetzte Linklater mit dem damals siebenjährigen Ellar Coltrane. Die Rolle von Masons Schwester Samantha besetzte der Regisseur mit seiner Tochter Lorelei Linklater.

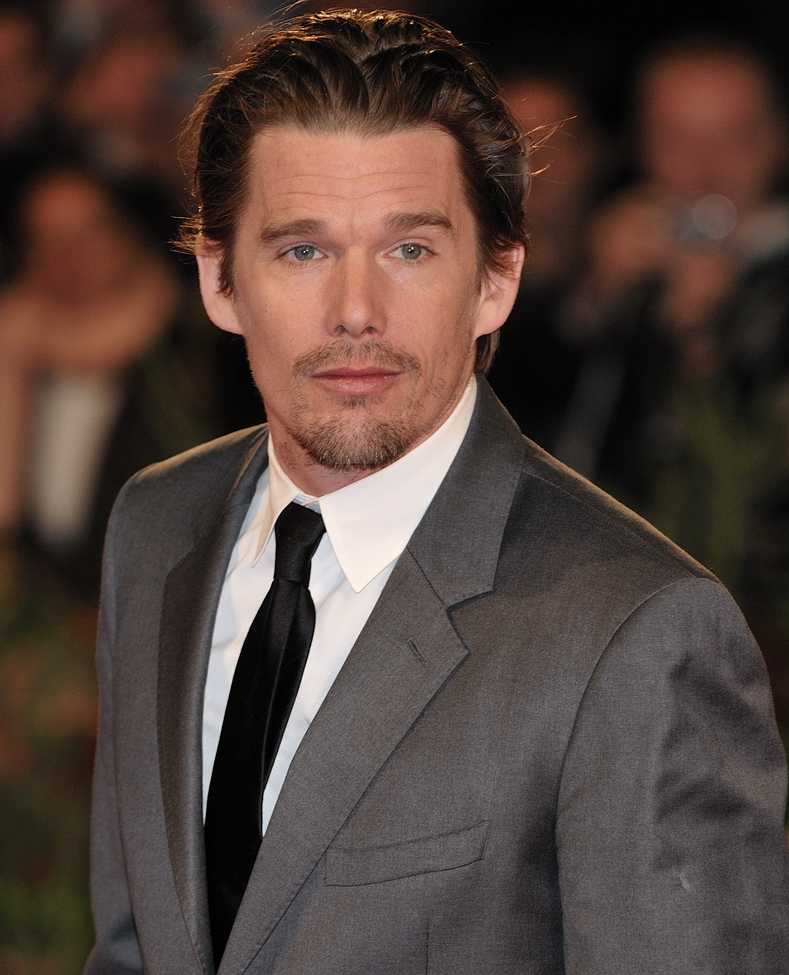
Ethan Hawke auf dem Filmfestival 2009 in Venedig

Die 39 Drehtage verteilten sich relativ gleichmäßig auf die zwölf Jahre, wobei die Crew immer für drei bis vier Drehtage pro Jahr zusammenkam. Danach ging Linklater mit der Filmeditorin Sandra Adair sofort an den Schnitt des jeweiligen Abschnitts, den sie dann nahtlos an die bereits fertigen Filmteile anfügten.
Die lange Entstehungsdauer brachte auch technische Herausforderungen mit sich. 2002 begann das Team mit dem Dreh des Films auf 35-mm-Film, der danach aber zunehmend durch digitale Produktionsmethoden verdrängt wurde. Weitere Probleme ergaben sich mit veralteter Ausrüstung und sich stetig verschlechternder Qualität von Entwicklungsstudios.
So drehte Linklater jedes Jahr eine Episode von etwa 15 Minuten, deren Themen und Inhalte durch gemeinsame Arbeit mit Ellar Coltrane, Lorelei Linklater, Patricia Arquette und Ethan Hawke entstanden.
Ethan Hawke sagte 2013 über Boyhood:

“Also known as The Twelve-Year Project; Richard Linklater and I have made a short film every year for the last 11 years, one more to go, that follows the development of a young boy from age 6 to 18. I play the father, and it’s Tolstoy-esque in scope. I thought the Before series was the most unique thing I would ever be a part of, but Rick [Linklater] has engaged me in something even more strange. Doing a scene with a young boy at the age of 7 when he talks about why do raccoons die, and at the age of 12 when he talks about video games, and 17 when he asks me about girls, and have it be the same actor – to watch his voice and body morph – it’s a little bit like timelapse photography of a human being. […] Next year, he will graduate high school and we will finish the film. It will probably come out in two years.”

„Auch bekannt als das 12-Jahres-Projekt machten Richard Linklater und ich jedes Jahr einen Kurzfilm in den vergangenen 11 Jahren, einer wird noch gemacht, der die Entwicklung eines Jungen im Alter von 6 bis 18 verfolgt. Ich spiele den Vater und das in einem Tolstoi’schen Rahmen. Ich dachte vorher, die Before-Trilogie wäre das Einzigartigste, bei dem ich je im Leben mitgewirkt habe. Aber Rick [Linklater] hat mich in etwas noch Abgefahreneres involviert. Eine Szene mit einem Siebenjährigen zu drehen, der fragt, warum Waschbären sterben, der mit 12 über Videospiele spricht oder mich mit 17 nach Mädchen fragt – alles mit demselben Schauspieler, seine Stimme und seinen Körper sich verändern zu sehen – das ist wie Zeitrafferfotografie eines menschlichen Wesens. […] Nächstes Jahr wird er die Highschool abschließen und wir werden den Film beenden. Er wird wahrscheinlich in zwei Jahren herauskommen.“

Die Finanzierung des Projekts übernahm der New Yorker Independent-Filmverleih IFC Films.
Die Schauspieler konnten keine Verträge für ihre Beteiligung am 12-Jahres-Projekt bekommen, weil Verträge mit einer Laufzeit von mehr als sieben Jahren rechtlich nicht zulässig sind. Linklater trug Ethan Hawke für den Fall seines Todes auf, die Arbeit am Film weiterzuführen und zu beenden.
Die Produktionsfirma IFC wendete für das Budget von Boyhood 200.000 US-Dollar im Jahr auf, das waren 2,4 Millionen in zwölf Jahren. Linklater erfreute sich einer ungewöhnlich großen Gestaltungsfreiheit durch die Produktionsfirma, der er während der Produktionszeit keine Resultate vorweisen musste. Der Film wurde laut Ethan Hawke auch nur durch das unkonventionelle und unkomplizierte Verhalten des für Boyhood verantwortlichen Mitarbeiters der Produktionsfirma möglich, der die nötigen Summen für den unüblichen Langzeitdreh geschickt im Firmenbudget unterbrachte.
Auch das Drehbuch wurde über den Zeitraum von zwölf Jahren geschrieben. Die vier wichtigsten Schauspieler wirkten maßgeblich daran mit. Die Skripte mancher Szenen wurden manchmal erst in der Nacht vor dem Dreh geschrieben. Lorelei Linklater bat ihren Vater nach dem Abschluss eines Drehteils, dass ihre Figur sterben sollte. Er lehnte dies ab.
Bis zum Sommer 2013 hatte das Filmprojekt keinen Titel, bis sich Linklater für 12 Years entschied. Als er von dem Film 12 Years a Slave erfuhr, änderte er schnell den Titel, weil dieser ihm zu ähnlich schien.

## Synchronisation
Die deutsche Synchronfassung entstand bei RC Production Kunze & Wunder nach einem Dialogbuch von Alexander Löwe unter Synchronregie von Axel Malzacher.
| Rolle                     | Schauspieler      | Dt. Synchronstimme                                                            |
| ------------------------- | ----------------- | ----------------------------------------------------------------------------- |
| Mason Evans               | Ellar Coltrane    | Pablo Ribet-Buse (Kind), Patrick Baehr (erwachsen)                            |
| Olivia Evans              | Patricia Arquette | Ulrike Stürzbecher                                                            |
| Mason Evans senior        | Ethan Hawke       | Frank Schaff                                                                  |
| Samantha Evans            | Lorelei Linklater | Hannah Pirot (Kind), Celina Gaschina (Teen), Giovanna Winterfeldt (erwachsen) |
| Großmutter                | Libby Villari     | Beate Gerlach                                                                 |
| Bill Welbrock, Stiefvater | Marco Perella     | Frank Röth                                                                    |

## Rezeption
Die Kritiken zum Film fielen fast durchweg positiv aus. So erhielt Linklaters Film bei Rotten Tomatoes eine Durchschnittswertung von 97 %, basierend auf 329 Kritiken. Bei Metacritic erreichte er die Durchschnittswertung von 100 Punkten, basierend auf 50 Kritiken. Boyhood ist der einzige Film des 21. Jahrhunderts, der den höchstmöglichen Metascore erreichte.
Der Kritiker des Entertainment Weekly nannte den Film ein „bezauberndes, einzigartiges und visionäres“ Filmkunstwerk. Indiewire vergab für den Film, der Linklaters bisher „scharfsinnigste Leistung“ sei, die Bestnote A und lobte die Leistungen der Darsteller. Der Guardian-Kritiker Xan Brooks vergab ebenfalls eine Bestnote und nannte Boyhood eine „erstaunliche Leistung und einen wunderschönen Film“.
Auch von deutschen Kritikern wurde der Film nach der Berlinale-Aufführung nahezu ausnahmslos positiv rezensiert.

„Freuen Sie sich auf jede einzelne Minute von ‚Boyhood‘. Der Film über einen Jungen, der zum Mann heranwächst, fängt das Leben so einfühlsam und wahrhaftig ein, wie es nur sehr selten im Kino zu sehen ist.“

„Zwölf Jahre lang hat Richard Linklater an seinem Film ‚Boyhood‘ gedreht – die Chronik einer Jugend, wie es noch keine gab. Und ein Triumph des amerikanischen Kinos aus europäischer Tradition.“

„Natürlich gibt es längst Filmer, die versucht haben, die Arbeit der Zeit an den Körpern, Gesichtern und Träumen einzufangen. ‚Die Kinder von Golzow‘ fallen einem ein, das Mammutprojekt von Barbara und Winfried Junge, das von der DDR des Jahres 1961 über den Mauerfall bis zum Jahr 2007 reicht. Michael Apted hat in England ähnliches mit der Dokuserie ‚Up‘ gemacht, und François Truffaut hat seine Figur Antoine Doinel, gespielt von Jean-Pierre Léaud, über zwanzig Jahre und viereinhalb Spielfilme begleitet. Linklaters konsequente jährliche Bestandsaufnahme, in eine einzige fiktionale Erzählung gepackt, ist aber doch bisher einmalig.“

Für Mick McAloon ist dieser Film, der in jedem Zeitsprung ein „verblüfftes Wiedererkennen“ beim Zuschauer auslöst, zwei Filme in einem: „eine erfundene Geschichte, die von zwölf Jahren im Leben eines Jungen handelt, der in Texas aufwächst und eine Quasi-Dokumentation, die das fiktionale Gegenstück lückenlos begleitet.“ Er erklärt, Boyhood profitiere wie François Truffauts Filme Sie küßten und sie schlugen ihn, Liebe auf der Flucht und Michael Apteds Up-Serie vom Zeitfaktor. Der „beispielhafte“ Film, der „etwas ganz und gar spezifisches [erzählt] (eine texanische Kindheit im frühen 21. Jahrhundert), [erzählt] andererseits eine universell gültige Geschichte.“ Und auch das durch das „subtile und authentische“ Spiel von Ethan Hawke und Patricia Arquette gezeigte „Loblied auf die Elternschaft“ stehe neben dem eigentlichen Thema von Boyhood: „Die Zeit und ihre ewige Gegenwart.“
2016 belegte Boyhood bei einer Umfrage der BBC zu den 100 bedeutendsten Filmen des 21. Jahrhunderts den fünften Platz.

## Auszeichnungen
- Internationale Filmfestspiele Berlin 2014: Silberner Bär für die beste Regie, Leserpreis der Berliner Morgenpost und Preis der Gilde deutscher Filmkunsttheater
- Heartland Film 2014: Truly Moving Picture Award
- Den norske filmfestivalen 2014: Preis der norwegischen Filmkritiker
- Seattle International Film Festival 2014: Bester Film, beste Regie, beste Hauptdarstellerin (Patricia Arquette)
- SXSW Film Festival 2014: Louis Black/Lone Star Award
- Grand Prix de la FIPRESCI 2014
- New York Film Critics Circle Awards 2014: Bester Film, beste Regie, beste Nebendarstellerin (Patricia Arquette)
- Gilde-Filmpreis 2014 für den besten internationalen Film
- 35. London Critics’ Circle Film Award 2015: Bester Film 2014
- Screen Actors Guild Awards 2015: Beste Nebendarstellerin (Patricia Arquette); Nominierungen: Bester Nebendarsteller (Ethan Hawke) und Bestes Schauspielensemble
- British Academy Film Awards 2015: Bester Film, Beste Regie (Richard Linklater), Beste Nebendarstellerin (Patricia Arquette); Nominierungen: Bester Nebendarsteller (Ethan Hawke) und Bestes Originaldrehbuch (Richard Linklater)
- Golden Globe Awards 2015: Bester Film – Drama, Beste Regie (Richard Linklater), Beste Nebendarstellerin (Patricia Arquette); Nominierungen: Bester Nebendarsteller (Ethan Hawke) und Bestes Filmdrehbuch (Richard Linklater)
- Oscarverleihung 2015: Beste Nebendarstellerin (Patricia Arquette); Nominierungen: Bester Film, Beste Regie (Richard Linklater), Bester Nebendarsteller (Ethan Hawke), Bestes Originaldrehbuch (Richard Linklater) und Bester Schnitt (Sandra Adair)